# Глейхенгауз, Марк Самуилович
Марк Самуи́лович Глейхенга́уз (7 июля 1948 — 13 ноября 2010) — российский режиссёр и кинооператор.

## Биография
Режиссёр. Оператор телекомпании Авторское телевидение (ТК АТВ). Оператор-постановщик документально-исторического сериала «Стратегия Победы» (1994). Член Академии Российского телевидения (2007). Преподавал в Высшей школе телевидения.
Сын — российский фигурист и тренер по фигурному катанию Даниил Глейхенгауз (род. 1991 г.).

## Фильмография
- 1981 — Мир Улановой (оператор)
- 1994 — Стратегия Победы. Часть 1: Накануне. Грозное лето.[2]
- Дуня (оператор)
- 1994 — Стратегия Победы. Часть 3: Стальной плацдарм. Битва за Днепр. Дороги жизни — оператор[3]
- 1994 — Стратегия Победы. Часть 5: Освобождая Европу — оператор[4]
- 1994 — Стратегия победы. Часть 7: И на тихом океане — 1. И на тихом океане — 2 — оператор[5]
- 2001 — В поисках утраченного — режиссёр
- Овертайм[6]
- 2002 — «Вспоминая Рождество. Том 2» 1992, 1993, 1994 — оператор[7]
- 2004 — «Михаил Козаков: от 7 до 70» — оператор[8][9]
- 2004 — Это был Марк Фрадкин (режиссёр и оператор, номинирован на премию «Лавр» 2004 года)